# Cleora rostella
Cleora rostella là một loài bướm đêm trong họ Geometridae.